# Nogueirapis minor
Nogueirapis minor är en biart som först beskrevs av Jesus Santiago Moure och Camargo 1982.  Nogueirapis minor ingår i släktet Nogueirapis och familjen långtungebin. Inga underarter finns listade i Catalogue of Life.